# Georg Nicolaus Kahlen
Georg Nikolaus Kahlen (ur. 29 lipca 1740 w Gdańsku, zm. 16 października 1811 w Paryżu) – gdański urzędnik i dyplomata.

## Życiorys
Syn Georga Gottharda Kahlena. Absolwent Gdańskiego Gimnazjum Akademickiego (1756-) i uniwersyteckich studiów prawniczych. Był sekretarzem Rady Miejskiej w Gdańsku oraz jednym z dwóch, obok Karla Friedricha Gralatha, rezydentów Gdańska w Warszawie (1774, 1788-1792). Podobną rolę pełnił też na rzecz Torunia (1775–1776, 1779–1793). Następnie był urzędnikiem w urzędzie miejskim w Gdańsku (1793-), syndykiem miejskim i w okresie I Wolnego Miasta Gdańska jego rezydentem w Paryżu (1807–1811), gdzie zmarł.